# Ilhas Selvagens

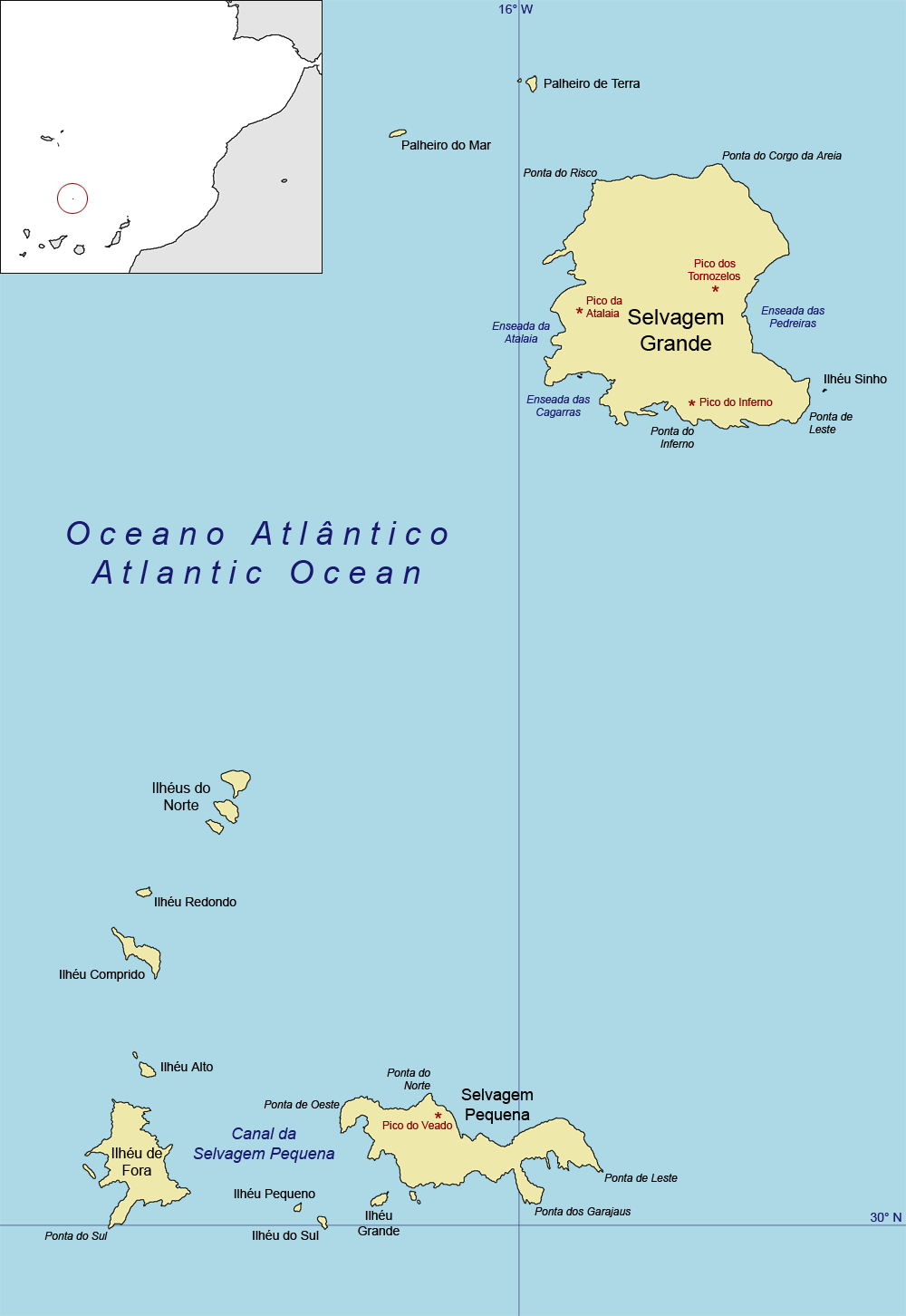
Ostrovy Selvagens

Ostrovy Selvagens (Divoké ostrovy), náležející Portugalsku, jsou součástí autonomní oblasti Madeira a jsou spravovány z Funchalu. Leží 250 km jižně od Funchalu, asi 250 km západně od afrického pobřeží, 165 km severně od španělských Kanárských ostrovů a asi 1000 km od evropského kontinentu. Jsou tedy nejjižnějším bodem Portugalska.
Jedná se o dvě skupinky malých ostrovů a skalek sopečného původu, oddělené průlivem o šířce asi 15 km, přičemž některé části pevniny jsou patrné jen při odlivu. Celková plocha pevniny je 2,73 km².
Severovýchodní skupina:
- Selvagem Grande (Velký divoký ostrov; největší z ostrovů Selvagens)
- Palheiro de Terra (Zemský pahorek)
- Palheiro do Mar (Mořský pahorek)
- Ilhéu Sinho
- Ilhéu Preto (Černý ostrůvek)

Jihozápadní skupina:

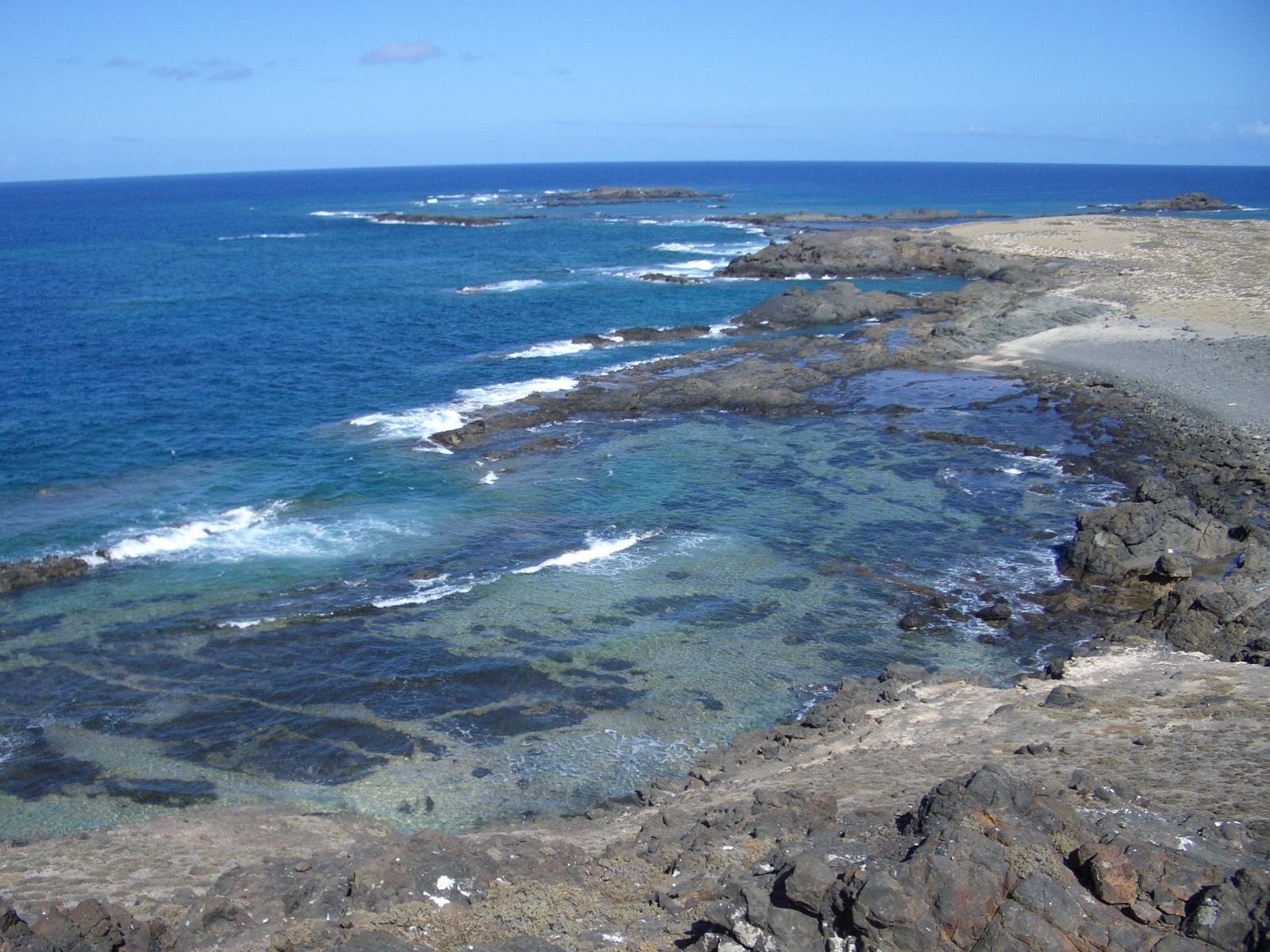
Pobřeží je plné útesů

- Selvagem Pequena (Malý divoký ostrov)
- Ilhéu de Fora (Vnější ostrůvek)
- Ilhéu Comprido (Dlouhý ostrůvek)
- Ilhéus do Norte (Severní ostrovy)
- Ilhéu Alto (Vysoký ostrůvek)
- Ilhéu Grande (Velký ostrůvek)
- Ilhéu Redondo (Kruhový ostrůvek)
- Ilhéu do Sul (Jižní ostrůvek)
- Ilhéu Pequeno (Malý ostrůvek)

Ostrovy jsou neobydlené, protože jsou kvůli mnoha okolním útesům a mělčinám špatně dostupné (lodě mohou přistát jen na několika málo místech) a není zde zdroj pitné vody. Přebývají tu pouze strážci přírodní rezervace, pravidelně zde hlídkují lodě portugalského námořnictva, které kontroluje i majáky.

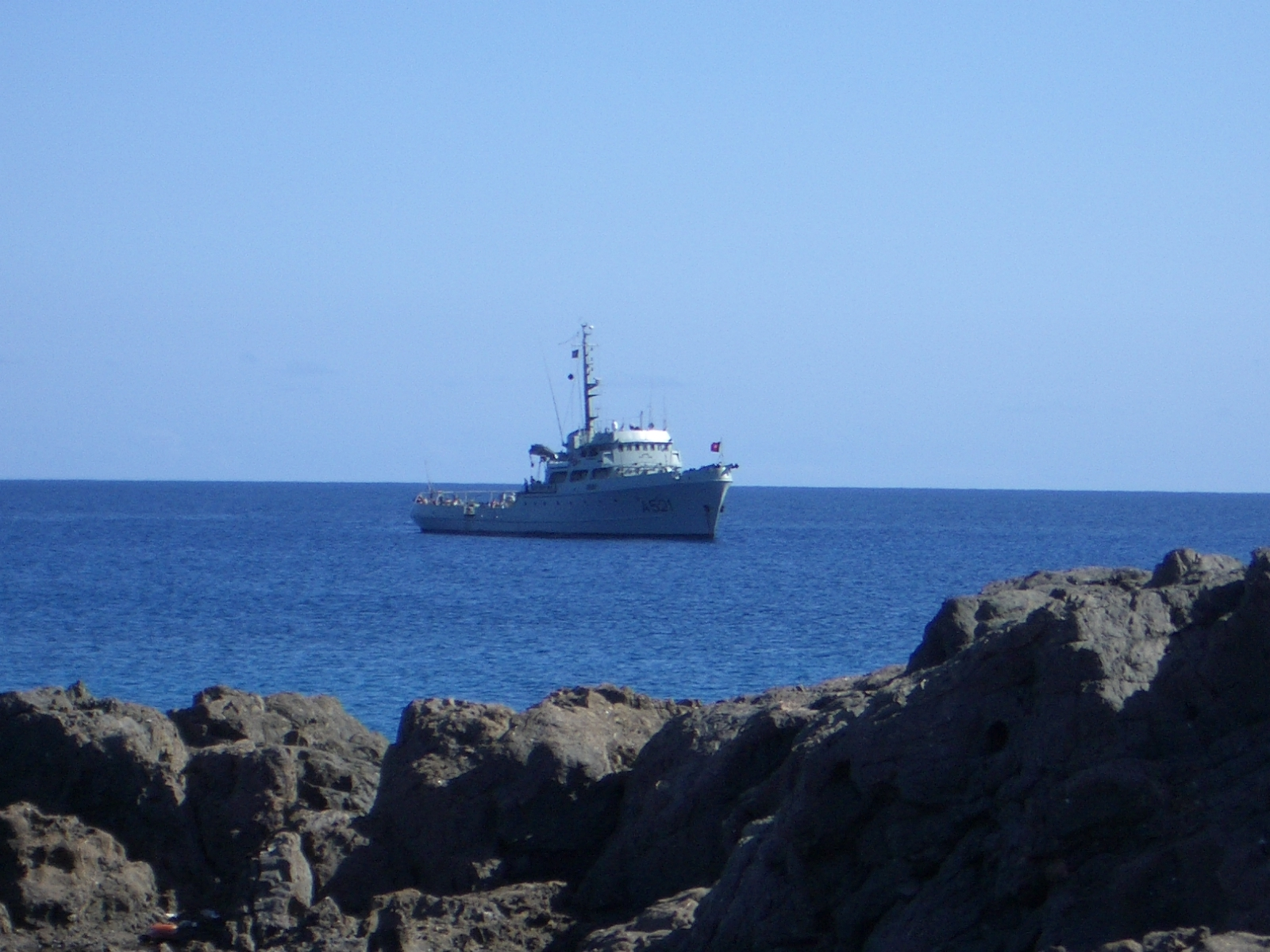
Portugalská loď NRP Schultz Xavier u ostrova Selvagem Pequena

Divoké ostrovy objevil pro Portugalsko roku 1438 Diogo Gomes de Sintra ve službách Jindřicha Mořeplavce. Gomes de Sintra také jako první popsal největší ostrov Selvagem Grande.
Od 16. století byly ostrovy soukromým majetkem madeirských rodin. V roce 1959 je koupila portugalská vláda. 29. října 1971 bylo celé souostroví vyhlášeno přírodní rezervací, protože hostí vzácné endemity a na většinu z útesů nebyly zavlečeny invazní druhy flóry a fauny. V roce 1989 byly ostrovy začleněny do přírodního parku Madeira.
Ostrovy leží v cestě lodím plujícím z Evropy na Kanárské ostrovy. Proto o ně jevilo zájem i Španělsko. Portugalsko vyjádřilo svoji suverenitu nad ostrovy vyhlášením přírodní rezervace v roce 1971. Jisté napětí mezi Španělskem a Portugalskem v souvislosti s ostrovy Selvagens stále trvá (při posledním incidentu v červnu 2007 španělské stíhačky prolétly nad ostrovy v malé výšce).
Podle legendy je na ostrovech ukryt velký poklad anglického piráta Williama Kidda (1645–1701). V minulosti zde proto pátrala řada dobrodruhů, zatím však bez úspěchu.

## Flóra a fauna
Na ostrovech žije 11 endemických rostlin a živočichů. Největší význam mají ostrovy pro hnízdění mnoha druhů ptáků. Pravidelně zde vyvádí mladé buřňák šedý (Calonectris diomedea), který na ostrovech tvoří druhou největší kolonii svého druhu na světě. Dále tu hnízdí buřňák Bulwerův (Bulweria bulwerii), buřňák menší (Puffinus assimilis), buřňáček madeirský (Oceanodroma castro), buřňáček běločelý (Pelagodroma marina), linduška kanárská (Anthus berthelotii canariensis), rybák rajský (Sterna dougallii) a rybák obecný (Sterna hirundo).
Ostrovy jsou také jedním z posledních útočišť téměř vyhubeného tuleně středomořského (Monachus monachus), vyskytuje se na nich i endemická ještěrka madeirská (Teira dugesii) a gekon kanárský (Tarentola boettgeri). Důležitá je taktéž populace ryb a mořských živočichů v okolních vodách.
Z rostlin se na ostrovech vyskytují Scilla madarensis var. melliodora, Argyranthemum thalassophilum, tařice přímořská (Lobularia maritime var. Rosulaventi), Euphorbia desfolliata a další.
Přístup na ostrovy je proto značně omezen a umožněn je jen se zvláštním povolením.